# إرنست ك. واربورتون
إرنست ك. واربورتون (بالإنجليزية: Ernest K. Warburton) هو عالم نووي وفيزيائي أمريكي، ولد في 26 أبريل 1928 في ورسستر في الولايات المتحدة، وتوفي في 9 مايو 1994.